# Kokushi genzaisha
 (mai 2023).
La mise en forme du texte ne suit pas les recommandations de Wikipédia : il faut le « wikifier ».
Les points d'amélioration suivants sont les cas les plus fréquents. Le détail des points à revoir est peut-être précisé sur la page de discussion.
- Les titres sont pré-formatés par le logiciel. Ils ne sont ni en capitales, ni en gras.
- Le texte ne doit pas être écrit en capitales (les noms de famille non plus), ni en gras, ni en italique, ni en « petit »…
- Le gras n'est utilisé que pour surligner le titre de l'article dans l'introduction, une seule fois.
- L'italique est rarement utilisé : mots en langue étrangère, titres d'œuvres, noms de bateaux, etc.
- Les citations ne sont pas en italique mais en corps de texte normal. Elles sont entourées par des guillemets français : « et ».
- Les listes à puces sont à éviter, des paragraphes rédigés étant largement préférés. Les tableaux sont à réserver à la présentation de données structurées (résultats, etc.).
- Les appels de note de bas de page (petits chiffres en exposant, introduits par l'outil «  Source ») sont à placer entre la fin de phrase et le point final[comme ça].
- Les liens internes (vers d'autres articles de Wikipédia) sont à choisir avec parcimonie. Créez des liens vers des articles approfondissant le sujet. Les termes génériques sans rapport avec le sujet sont à éviter, ainsi que les répétitions de liens vers un même terme.
- Les liens externes sont à placer uniquement dans une section « Liens externes », à la fin de l'article. Ces liens sont à choisir avec parcimonie suivant les règles définies. Si un lien sert de source à l'article, son insertion dans le texte est à faire par les notes de bas de page.
- La présentation des références doit suivre les conventions bibliographiques. Il est recommandé d'utiliser les modèles {{Ouvrage}}, {{Chapitre}}, {{Article}}, {{Lien web}} et/ou {{Bibliographie}}. Le mode d'édition visuel peut mettre en forme automatiquement les références.
- Insérer une infobox (cadre d'informations à droite) n'est pas obligatoire pour parachever la mise en page.

Pour une aide détaillée, merci de consulter Aide:Wikification.
Si vous pensez que ces points ont été résolus, vous pouvez retirer ce bandeau et améliorer la mise en forme d'un autre article.
Les Kokushi Genzaisha (国史見在社) sont un type de sanctuaire shinto. Cela signifie un sanctuaire qui apparaît dans le Rikkokushi (六国史) mais pas dans l'Engishiki 
Le Rikkokushi, aussi connu sous le nom des six histoires officielles, comprend une série de textes importants : Nihon shoki, Shoku nihongi, Nihon kōki, Shoku Nihon Kōki, Montoku jitsuroku et Sandai jitsuroku. Il y a des sanctuaires, appelés kokushi gensaisha ou kokushi shozaisha, qui sont mentionnés dans ces textes. Ces sanctuaires sont précieux pour leur importance historique et sont considérés comme très anciens. Certains de ces sanctuaires apparaissent aussi dans le Jinmyōchō, qui est un registre des divinités situé à Engishiki, aussi appelé Myojin Taisha. Il y a une certaine intersection entre ces sanctuaires et les kokushi genzaisha, mais en général, quand on parle de kokushi genzaisha, on fait référence à des sanctuaires qui sont mentionnés uniquement dans ces six histoires officielles.
国史 (Kokushi) signifie histoire officielle, 見在 gensai signifie apparaître et 社 sha signifie sanctuaire.

## Liste des Kokushi Gensaizha
- Sanctuaire Akihasan Hongū Akiha
- Hiromine-jinja
- Sanctuaire Inaba
- Iwashimizu Hachimangu
- Kashii-gū
- Sanctuaire Keta Wakamiya
- Kinowa-jinja (ja)
- Kitano Tenmangū
- Sanctuaire Kogane
- Koshiō-jinja (en)
- Kumano Nachi Taisha
- Sanctuaire Kushifuru
- Sanctuaire Ōharano
- Oi-jinja (ja)
- Sanctuaire d'Omura
- Sanctuaire Shirahige
- Sanctuaire Takachiho
- Tamukeyama Hachimangu
- Sanctuaire Tenson
- Sanctuaire Yasaka